# Torres Neus Guadall
Les Torres Neus Guadall és una obra de Matadepera (Vallès Occidental) protegida com a Bé Cultural d'Interès Local.

## Descripció
Torres bessones d'una planta. Comparteixen paret mitgera. La coberta és composta, formada per dos trams principals. El cos major és a doble vessant, mentre el segon, disposat transversalment al primer, forma la façana principal de l'edifici, el tremujal de la coberta és visible des de l'exterior. Les obertures d'aquesta façana són la porta i una finestra, ambdues amb arc de mig punt. El ràfec mostra barbacana de fusta en tot el seu perímetre. La distribució interior dels habitatges és simètrica. Aquesta s'estructura a partir dels corresponents passadissos i habitacions en un sol lateral.

## Història
Promoció de Neus Guadall de l'any 1935 de dues cases, inicialment de lloguer per l'estiueig. Cal destacar que la casa Número 9 va ser des de l'any 1936 la residència d'en Ricard Marlet. Els familiars d'aquest artista, han conservat l'estudi en la seva ubicació original, l'habitació de la façana.